# Ty Cobb
(George Sisler)
Tyrus Raymond Cobb, soprannominato "The Georgia Peach" (Narrows, 18 dicembre 1886 – Atlanta, 17 luglio 1961), è stato un giocatore di baseball e allenatore di baseball statunitense che ha giocato 24 stagioni nella Major League Baseball (MLB) vestendo le maglie dei Detroit Tigers e dei Philadelphia Athletics.
Cobb vinse la tripla corona dell'American League nel 1909 e nel 1911 venne premiato come MVP della American League. Guidò per 12 volte l'American League in media battuta (1907-1915, 1917-1919). Tra il 1921 e il 1926 svolse il doppio ruolo di giocatore/allenatore dei Detroit Tigers. Nel 1936 fu inserito nella Baseball Hall of Fame. Nel 1999 fu inserito nella formazione del secolo della MLB e nello stesso anno fu votato da The Sporting News‍ al terzo posto nella classifica dei migliori cento giocatori di tutti i tempi.

## Carriera

### Primi anni
Cobb debuttò nella MLB con i Detroit Tigers il 30 agosto 1905, dove nel primo turno in battuta in carriera batté un doppio su lancio di Jack Chesbro dei New York Highlanders. Chesbro aveva vinto un record di 41 partite l'anno precedente. Cobb aveva 18 anni all'epoca, il più giovane giocatore della lega di quasi un anno. Anche se batté con 0,240 in 41 partite, firmò un lucrativo contratto da 1 500 dollari con i Tigers per il 1906.
Anche se il nonnismo tra i rookie era abituale, Cobb non lo accettò serenamente e presto si alienò dai compagni di squadra. In seguito attribuì il suo temperamento ostile a questa esperienza, affermando che "quei veterani mi trasformarono in un gatto ringhioso". L'allenatore dei Tigers, Hughie Jennings, in seguito venne a conoscenza del fatto che Cobb era diventato il bersaglio di abusi da parte dei giocatori più anziani, alcuni dei quali volevano costringerlo ad abbandonare la squadra. "Lasciai andare avanti questa cosa per un po' perché volevo vedere quanto fegato aveva Cobb", ricordò Jennings. "Ma quando me lo dimostrò, dissi agli altri giocatori di lasciarlo in pace. Sarebbe diventato un giocatore fantastico e non volevo che non gli fosse permesso."

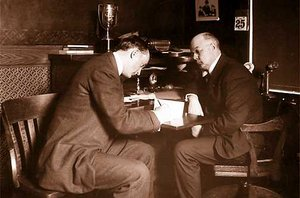
Cobb mentre firma un contratto da 5000 dollari nel 1908 (equivalenti a 133000 odierni) dopo uno sciopero.

L'anno successivo, il 1906, Cobb divenne l'esterno centro titolare dei Tigers, battendo con 0,316 in 98 gare, un record per un diciannovenne (minimo 310 turni in battuta) (in seguito superato da Mel Ott e il suo 0,322 in 124 gare nel 1928). Non sarebbe più sceso sotto quella media in carriera. Dopo essere stato spostato nel ruolo di esterno destro, guidò i Tigers a tre pennant dell'American League consecutivi nel 1907, 1908 e 1909. Detroit ne uscì sempre sconfitta (due volte dai Cubs e una dai Pirates), con le medie di Cobb nelle finali che furono sotto i suoi standard. Non sarebbe più andato così vicino a conquistare il titolo.
Nel 1907 Cobb guidò la lega con una media battuta di 0,350, con 212 valide, 49 basi rubate e 119 punti battuti a casa (RBI). All'età di vent'anni divenne il giocatore più giovane ad aggiudicarsi il titolo di miglior battitore, un primato che resistette sino al 1955, battuto dall'altro giocatore dei Tigers Al Kaline Riflettendo sulla sua carriera nel 1930, due anni dopo il ritiro, disse a Grantland Rice, "Il più grande brivido che abbia mai avuto in una partita fu in una gara contro gli Athletics nel 1907 [il 30 settembre]... Gli Athletics ci avevano battuti, con Rube Waddell che lanciava. Erano in vantaggio di due punti nel nono inning, quando battei un fuoricampo, pareggiando la gara. La gara si protrasse 17 inning fino al pareggio e, qualche giorno dopo, vincemmo il nostro primo pennant. Puoi immaginare cosa significhi per un ventenne ragazzo di campagna battere un home run al grande Rube, in una gara per il pennant a due out dalla sconfitta nel nono inning."

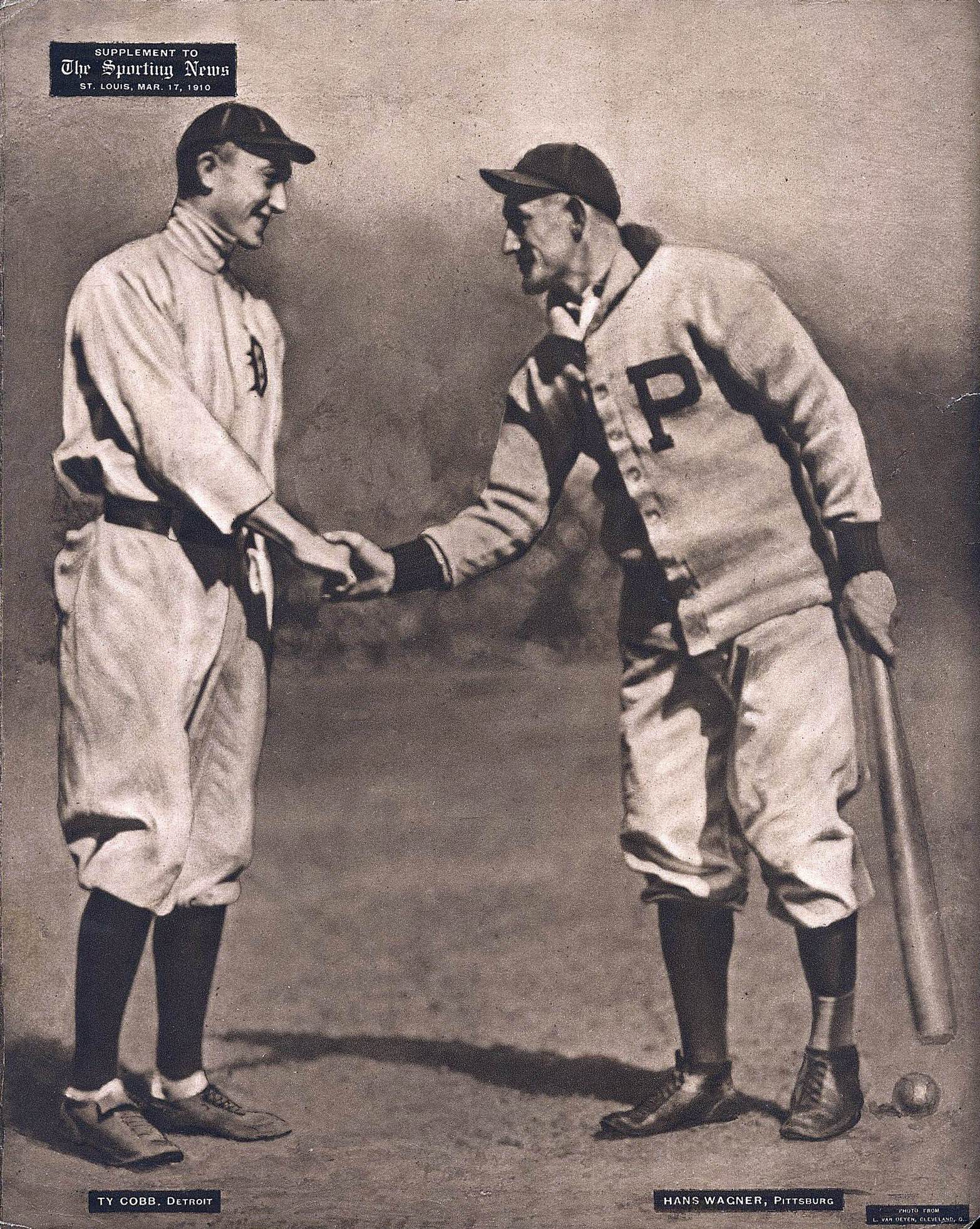
Cobb e Honus Wagner nel 1909

Malgrado i successi in campo, Cobb non fu estraneo alle controversie al di fuori di esso. Come descritto nello Smithsonian Magazine: "Nel 1907 durante l'allenamento primaverile ad Augusta, Georgia, un inserviente nero di nome Bungy Cummings, che Cobb conosceva da anni, tentò di stringergli la mano o di dargli una pacca sulla spalla." L'"eccessiva manifestazione di familiarità" fece infuriare Cobb, che si scagliò contro Cummings. Quando la moglie di Cummings provò a difenderlo, pare che Cobb abbia tentato di strozzarla. L'assalto finì quando il ricevitore Charles "Boss" Schmidt mandò Cobb ko.
Va peraltro segnalato che, a parte la dichiarazione di Schmidt alla stampa, nessun altro disse di avere assistito all'attacco a Cummings e Cummings non fece mai alcun commento pubblico su ciò che avvenne. L'autore Charles Leerhsen ha speculato che l'aggressione a Cummings e alla moglie non sia mai avvenuto e che Schmidt se la sia inventata completamente. Cobb aveva passato gli anni precedenti a difendersi dalle aggressioni di Schmidt, quando quest'ultimo gli sbucava davanti a sorpresa. Quel giorno, diversi giornalisti videro Cummings, che appariva essere "parzialmente sotto l'influenza dell'alcol", avvicinarsi a Cobb e urlare: "Ciao, Carrie!" (il cui significato è sconosciuto) e tentare di abbracciarlo. Cobb lo spinse via e questa fu l'ultima interazione osservata tra i due.
Poco dopo, udendo una rissa, diversi giornalisti accorsero e videro Cobb e Schmidt lottare a terra. Quando la rissa fu placata e Cobb se ne andò, Schmidt rimase coi giornalisti, raccontando dell'assalto di Cobb a Cummings e alla moglie. Leerhsen speculò che questo altro non fosse che un altro degli attacchi di Schmidt a Cobb e che, una volta che fu scoperto, Schmidt si inventò una storia in modo che sembrasse avesse agito per un nobile proposito. Nel 1908, Cobb colpì un operaio afroamericano a Detroit che si era lamentato quando Cobb aveva camminato sopra l'asfalto ancora fresco; Cobb fu giudicato colpevole di percosse, ma la sentenza fu sospesa.
La stagione seguente, i Tigers finirono davanti ai Chicago White Sox nella gara per il pennant. Cobb fu ancora il miglior battitore della lega con una media di 0,324 ma Detroit fu ancora sconfitta nelle World Series. Nell'agosto 1908 sposò Charlotte ("Charlie") Marion Lombard. Mentre non era in corso la stagione del baseball, la coppia viveva nella tenuta del padre di Charlotte ad Augusta, chiamata The Oaks, finché non si trasferì nella casa di Williams Street nel novembre 1913.
I Tigers vinsero nuovamente il pennant nel 1909. Durante quelle World Series, le ultime di Cobb, rubò casa base nella seconda gara, dando inizio a una rimonta di tre punti, ma quello fu il suo punto più alto, finendo con un basso 0,231 in battuta, coi Tigers che persero coi Pirates di Honus Wagner in sette gare. Anche se non giocò bene nei playoff, vinse la Tripla corona battendo con 0,377 con 107 RBI e 9 fuoricampo, tutti interni, diventando così il primo giocatore dell'era moderna a guidare la lega in home run malgrado nessuno di essi sia uscito dal campo di gioco.

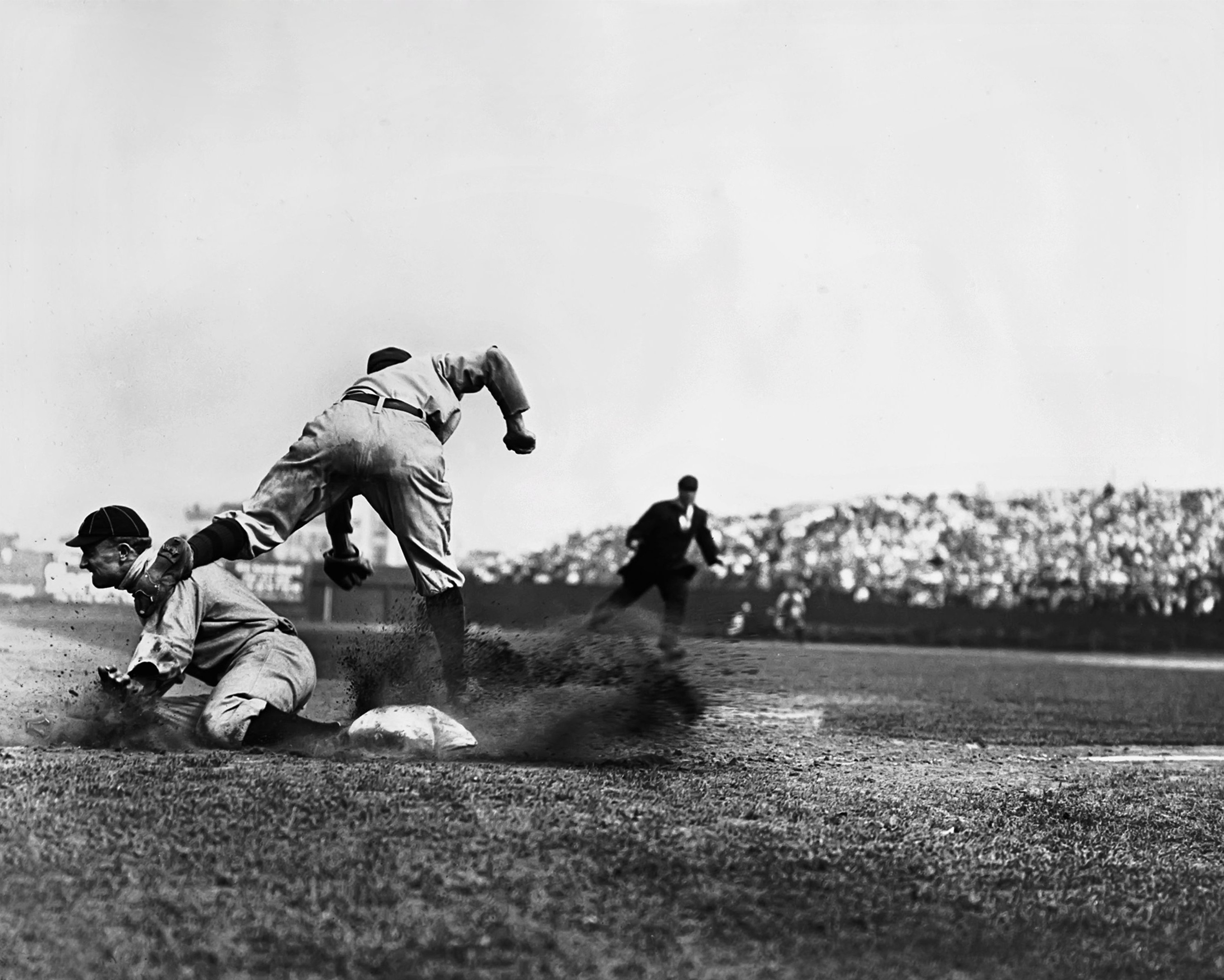
La famosa foto di Charls M. Conlon che ritrae Cobb rubare la terza base nel 1909

In quella stessa stagione, Charles M. Conlon scattò una famosa foto di Cobb che con una smorfia ruba la terza base in una nuvola di polvere, catturando la determinazione e la ferocia del suo stile di gioco.

### 1910: la controversia del Chalmers Award
Negli ultimi giorni della stagione regolare 1910, Cobb aveva un vantaggio di 0,004 su Nap Lajoie per il titolo di miglior battitore dell'American League. Al vincitore sarebbe spettata un'automobile Chalmers. Cobb non disputò le ultime gare per mantenere intatta la propria media. Lajoie batté otto valide in un doubleheader (due partite giocate dalle stesse squadre nello stesso giorno), ma sei di quelle valide furono bunt. In seguito affiorarono voci che il manager avversario aveva imposto al suo terza base di giocare molto in profondità, per permettere a Lajoie di vincere il titolo su Cobb. Anche se a Cobb fu accreditata una media battuta superiore, fu in seguito scoperto che una gara fu contata due volte, cosicché perse davvero nei confronti di Lajoie.
Come risultato dell'incidente, il presidente Ban Johnson fu costretto a dirimere la controversia. Questi dichiarò Cobb come il detentore del titolo ma il presidente della compagnia automobilistica Hugh Chalmers scelse di assegnare un'auto sia a Cobb che a Lajoie.

### Stagione 1911 e successive

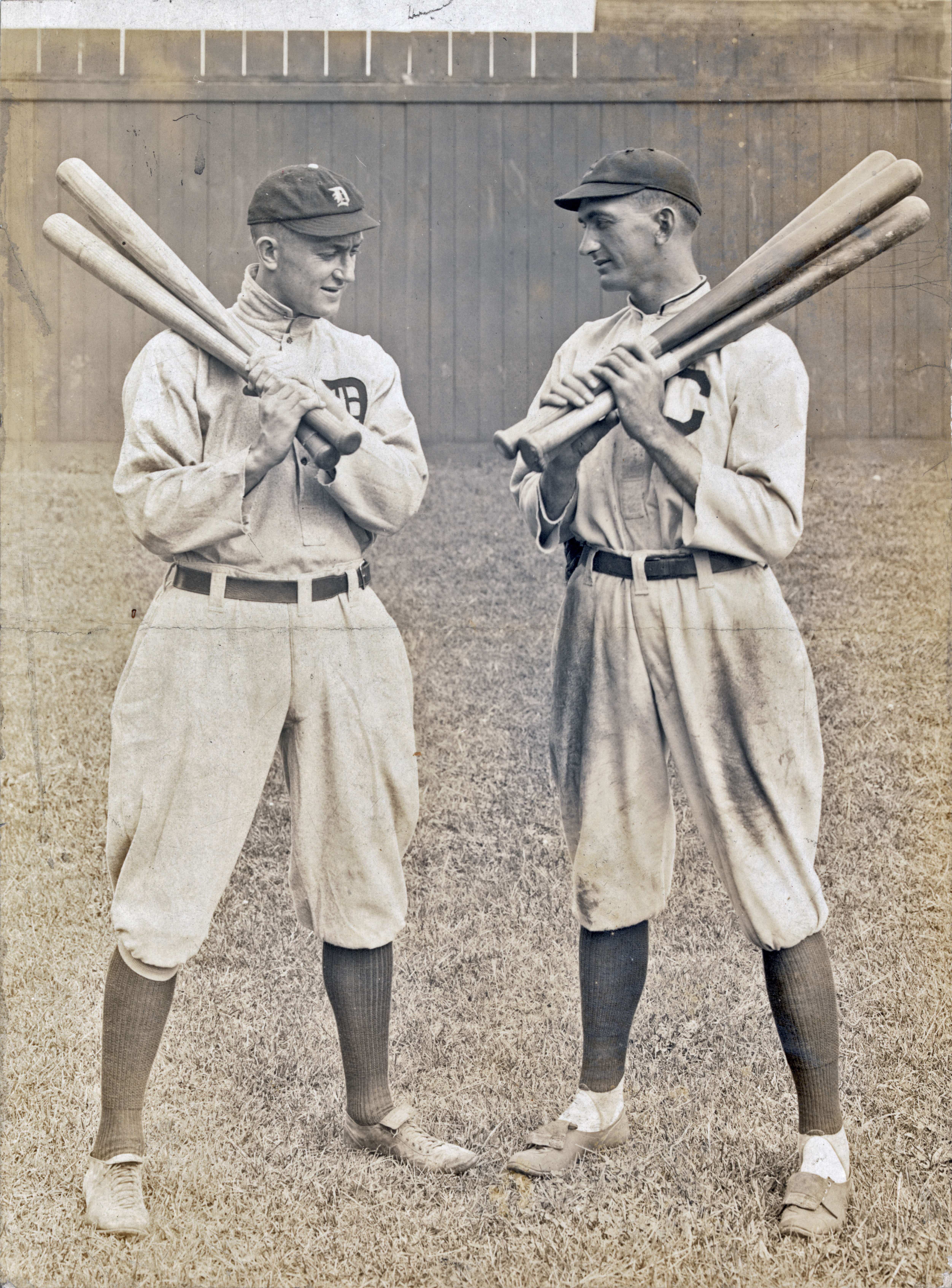
Cobb e Joe Jackson a Cleveland

Cobb considerava il baseball "qualcosa come una guerra", disse il futuro seconda base dei Tigers Charlie Gehringer. "Ogni turno in battuta per lui era come una crociata." Lo storico del baseball John Thorn scrisse nel suo libro Legends of the Fall: "[Cobb] è la prova di quanto lontano si possa arrivare solo con la forza di volontà... Cobb era inseguito dai demoni."
Cobb ebbe un'annata di alto livello nel 1911, inclusa una striscia di 40 partite consecutive con almeno una valida. Tuttavia, "Shoeless" Joe Jackson era in vantaggio di 0,009 punti nella media battuta nel finale di stagione. In quel periodo, i Tigers avevano una lunga striscia di gare contro i Cleveland Naps di Jackson. Entrambi originari del Sud degli Stati Uniti, Cobb e Jackson erano amici dentro e fuori dal campo. Cobb usò quell'amicizia a suo vantaggio. Cobb ignorò ripetutamente Jackson quando Jackson cercò di parlargli. Quando Jackson insistette, Cobb gli rispose con rabbia, facendogli chiedere cosa avesse potuto fare per fare infuriare Cobb. Cobb credette che questi giochi mentali fecero "scendere" la media finale di Jackson a 0,408, dodici punti in meno del suo 0,420, un record del ventesimo secolo finché non fu pareggiato da George Sisler e infine superato dallo 0,424 di Rogers Hornsby, il massimo di sempre dopo lo 0,438 di Hugh Duffy nel secolo precedente.
Cobb guidò la AL quell'anno in numerose altre categorie, incluse 248 valide, 147 punti segnati, 127 RBI, 83 basi rubate, 47 doppi, 24 tipli e 0,621 di percentuale di slugging. Cobb batté otto fuoricampo ma finì secondo in quella categoria dietro agli 11 di Frank Baker. Fu premiato con un'altra automobile Chalmers, questa volta per essere stato premiato come MVP dell'American League dalla Baseball Writers' Association of America.
Il 15 maggio 1912, Cobb assalì un cardatore, Claude Lucker (spesso scritto scorrettamente "Lueker") nelle tribune di Hilltop Park di New York dove i Tigers stavano giocando contro gli Highlanders (gli attuali Yankees). Lucker e Cobb si erano scambiati insulti per il primo paio di inning. Cobb a un certo punto si recò nella panchina degli Highlanders alla ricerca del loro proprietario per cercare di fare cacciare Lucker dallo stadio ma senza fortuna. La situazione precipitò quando Lucker chiamò Cobb un "mezzo negro." Cobb, nella discussione su questo incidente in una sua biografia, evitò tali parole esplicite ma alluse all'epiteto di Lucker come qualcosa che "rifletteva il colore e la morale di mia madre." Giunse al punto di avvisare l'allenatore degli Highlanders Harry Wolverton che se non fossero stati presi provvedimenti verso quell'uomo, ci sarebbero stati dei guai. Nessuna disposizione tuttavia fu presa. Al termine del sesto inning, dopo essere stato sfidato dai compagni Sam Crawford e Jim Delahanty a fare qualcosa al riguardo, Cobb scavalcò le tribune e si scagliò su Lucker, che si rivelò essere un portatore di handicap (aveva perso tutte le dita di una mano e tre dell'altra in un incidente industriale). Quando gli astanti gli dissero di fermarsi perché non aveva le mani, Cobb rispose: "Non mi interessa nemmeno se non ha i piedi!" Anche se tale incidente sembra incredibile nel XXI secolo, le risse con i tifosi non erano così infrequenti nei primi anni del baseball. Altre note stelle del baseball si scagliarono contro tifosi molesti, tra cui Babe Ruth, Cy Young, Rube Waddell, Kid Gleason, Sherry Magee e Fred Clarke.

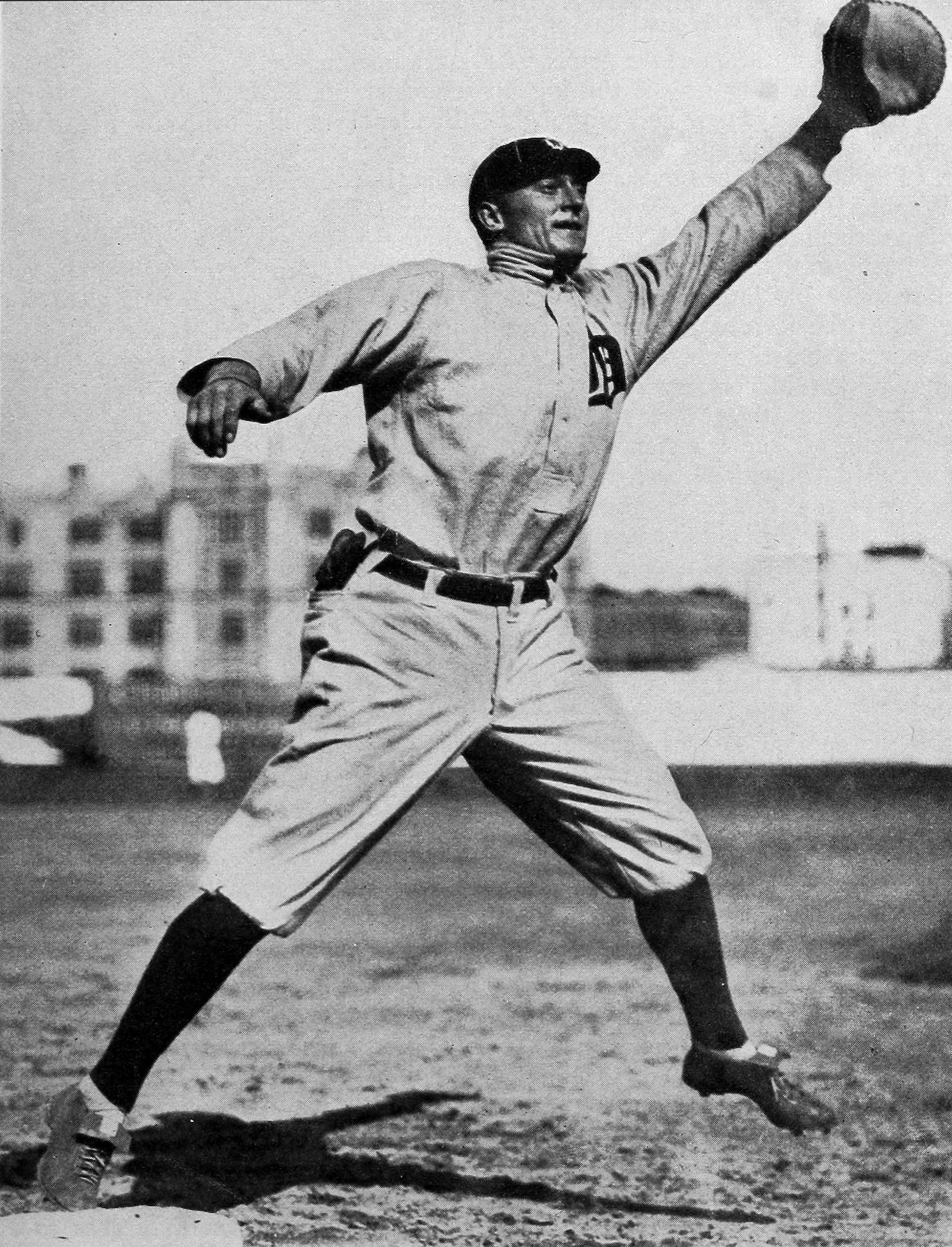
Cobb nel 1911

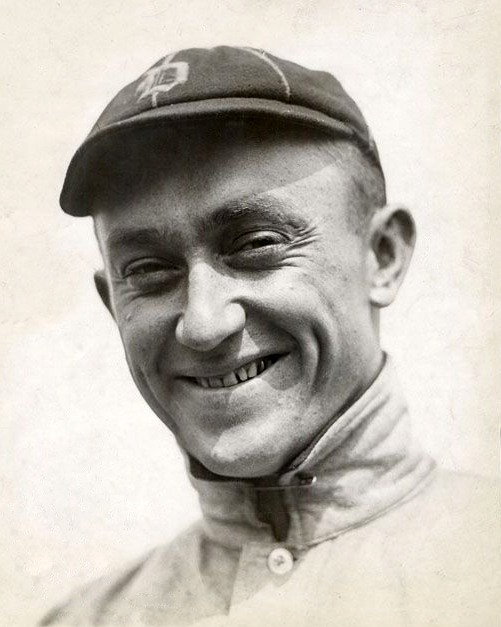
Cobb nel 1916

La lega lo sospese e i suoi compagni, per quanto non affezionati a Cobb, scioperarono in segno in protesta e per la mancanza di protezione nei confronti dei tifosi più esagitati, prima della gara del 18 maggio a Filadelfia. Per quell'unica gara, Detroit mandò in campo una selezione di giocatori reclutati frettolosamente tra atleti di college e riserve più due allenatori dei Tigers e, non sorprendentemente, persero 24–2, stabilendo alcuni record negativi della Major League Baseball dell'era moderna (dopo il 1900), in particolare concedendo 26 valide in nove inning da parte di Allan Travers, che lanciò una delle più improbabili partite complete della storia di questo sport. Tale primato fu superato dalle 31 battute nel 1992 dai Milwaukee Brewers contro Toronto; ad ogni modo, i Blue Jays utilizzarono sei lanciatori.
Lo sciopero terminò quando Cobb pregò i suoi compagni di tornare in campo. Secondo lui, questo incidente portò alla formazione del sindacato dei giocatori, la "Ballplayers' Fraternity" (ufficialmente, "Fraternity of Professional Baseball Players of America"), una prima versione di ciò che oggi è noto come Major League Baseball Players Association, che ottenne alcune concessioni dai proprietari.
Cobb, durante la sua carriera, fu coinvolto in numerose risse, sia dentro che fuori dal campo. Per esempio, lui e l'arbitro Billy Evans si accordarono per risolvere fisicamente le loro dispute, invece che in campo, dentro gli spogliatoi. I membri di entrambe le squadre fecero da spettatori e interruppero il combattimento quando Cobb mandò al tappeto Evans, iniziando a strozzarlo. Nel 1909 Cobb fu arrestato per percosse per un incidente avvenuto in un albergo di Cleveland. Cobb ebbe una discussione con l'addetto all'ascensore verso le 2:15 del mattino, quando l'uomo rifiutò di portarlo al piano dove alcuni suoi compagni stavano disputando una partita a carte. L'operatore affermò di potere portare Cobb solo nel piano dove si trovava la sua camera. Quando la discussione si riscaldò, una guardia notturna si scagliò contro Cobb, dando inizio a un confronto fisico. Durante la lotta, Cobb tagliò la mano all'uomo. Cobb in seguito affermò che l'uomo aveva infilato il dito nel suo occhio sinistro e di avere temuto per la sua vista. L'incidente si concluse quando la guardia notturna estrasse una pistola e colpì diverse volte il giocatore, mandandolo al tappeto. Cobb in seguito fu dichiarato colpevole di assalto semplice, pagando una multa di cento dollari. Tale incidente è stato più volte riportato citando che l'operatore e la guardia notturna fossero afroamericani. Recenti ricerche hanno invece rivelato che fossero entrambi bianchi.

### 1915-1921
Nel 1915 Cobb stabilì il record stagionale di basi rubate con 96, che resistette fino al 1962 quando fu superato da Maury Wills. Quell'anno vinse il nono titolo consecutivo di miglior battitore, colpendo con 0,369.

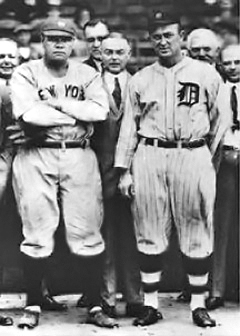
Babe Ruth (sinistra) e Ty Cobb

Nel 1917 Cobb batté una valida per 35 gare consecutive, tuttora l'unico giocatore con due strisce da 35 gare. Ebbe sei strisce da almeno 20 gare in carriera, secondo solo alle sette di Pete Rose.
Nell'ottobre 1918, Cobb si arruolò nell'Esercito, venendo inviato al quartier generale alleato di Chaumont, in Francia. Servì per circa 67 giorni oltremare prima di essere congedato e fare ritorno in patria. Raggiunse il grado di capitano sotto la direzione del Maggiore Branch Rickey, il presidente dei St. Louis Cardinals. Altri giocatori di baseball servirono in quella unità, incluso il Capitano Christy Mathewson e il Tenente George Sisler.
Il 19 agosto 1921, in una gara contro i Boston Red Sox, Cobb batté la valida numero 3 000 in carriera. All'età di 34 anni, al 2017 è ancora il giocatore più giovane ad avere tagliato tale traguardo e quello a cui occorsero meno turni in battuta (8 093).
Per il 1920, Babe Ruth, appena venduto ai New York Yankees dai Boston Red Sox, si era imposto come battitore di potenza, cosa che Cobb non era ritenuto essere. Quando i Tigers si recarono a New York per affrontare gli Yankees per la prima volta in quella stagione, i giornalisti pubblicizzarono la battaglia tra le due stelle e i loro differenti stili di gioco. Ruth batté due fuoricampo e un triplo durante la serie, contro un solo singolo di Cobb.
Col crescere della popolarità di Babe Ruth, Cobb divenne progressivamente ostile verso di lui. Vedeva Babe non solo come una minaccia al suo stile di gioco, ma anche al suo stile di vita. Mentre Cobb praticava un'ascetica vita spartana, Ruth si divideva tra hot dog, birra e donne. La cosa che più lo faceva infuriare riguardo a Ruth era che malgrado il totale disinteresse di Babe per la sua condizione fisica e per le tradizioni del baseball, godeva tuttavia di un successo straripante e portava i tifosi negli stadi a cifre record per assistere ai suoi primati in battuta.
Dopo avere anno dopo anno visto che la sua fama e la sua notorietà usurpate da Ruth, Cobb decise di dimostrare che se lo avesse desiderato, avrebbe potuto anch'egli essere un fuoricampista di primo livello. Il 5 maggio 1925, mentre sedeva sulla panchina dei Tigers, disse a un giornalista che, per la prima volta in carriera, avrebbe giocato per battere la palla fuori dalla recinzione. Quel giorno batté con 6 su 6, con 2 singoli, un doppio e 3 fuoricampo. Le sue 16 basi totali furono un nuovo primato della AL, che resistette fino all'8 maggio 2012, quando Josh Hamilton dei Texas Rangers batté 4 home run e un doppio per un totale di 18. Il giorno successivo ebbe altre tre valide, di cui due fuoricampo. I suoi cinque fuoricampo in due gare pareggiarono il record di Cap Anson stabilito nel 1884. Cobb volle dimostrare di potere battere i fuoricampo se lo avesse desiderato ma semplicemente scelse di non farlo. Alla fine della serie, la stella trentottenne batté complessivamente 12 valide su 19 per 29 basi totali, prima di tornare al suo classico stile di gioco. Da parte sua, la filosofia di Ruth era: "Potrei avere una media battuta in carriera di .600, ma dovrei battere troppi singoli. La gente paga per vedere i miei fuoricampo." Ad ogni modo, quando gli fu chiesto da Grantland Rice chi fosse il miglior battitore che avesse mai visto, Cobb rispose: "Non puoi battere Babe. Ruth è uno dei pochi ad avere un giro di mazza pazzesco a riuscire anche a battere con costanza. La sua tempistica è perfetta. [Nessuna ha] la combinazione tra potenza e precisione di Ruth."

### Cobb come giocatore/manager

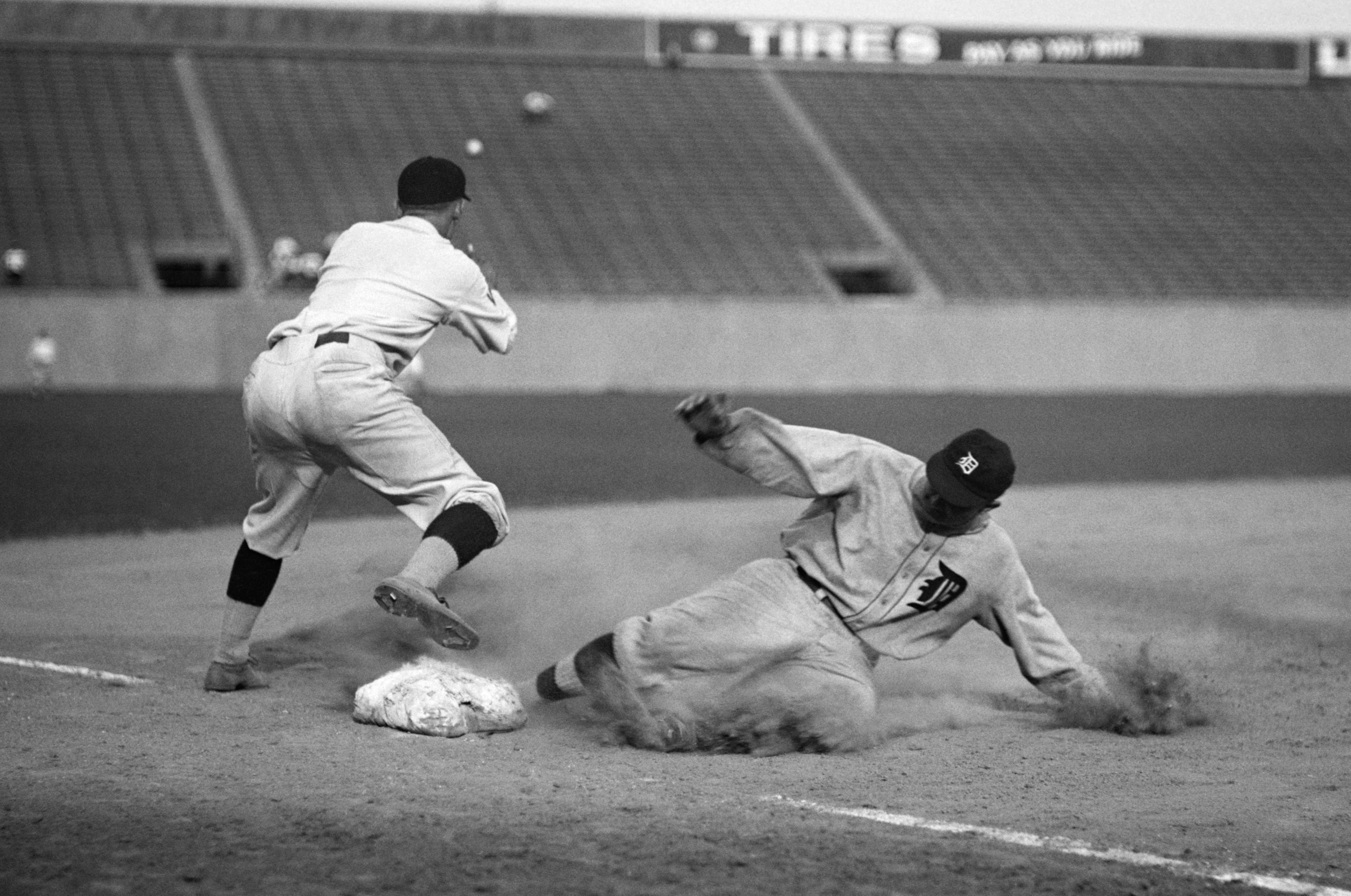
Cobb mentre scivola sulla terza base, 16 agosto 1924

Il proprietario dei Tigers Frank Navin nominò Cobb successore di Hughie Jennings come manager per la stagione 1921, un accordo siglato il giorno del suo 34º compleanno. La firma sorprese il mondo del baseball. Anche se Cobb era considerato un giocatore leggendario, non era amato nella comunità del baseball, nemmeno dai suoi stessi compagni di squadra. Inoltre si aspettava dai suoi giocatori tanto quanto si aspettava da se stesso, uno standard che molti giocatori non erano in grado di raggiungere.
La stagione in cui Cobb andò più vicino a vincere il pennant fu quella del 1924, quando i Tigers finirono al terzo posto, sei gare dietro ai Washington Senators. La squadra era terminata terza anche nel 1922, ma 16 gare dietro agli Yankees. Cobb incolpò per il suo mediocre record da manager (479 vittorie contro 444 sconfitte) Navin, che probabilmente spendeva ancora meno che in passato, rinunciando a diversi giocatori di qualità che Cobb avrebbe voluto aggiungere alla squadra. Infatti, risparmiò dei soldi assumendo Cobb sia come giocatore che come manager.
Nel 1922 Cobb pareggiò il record di Wee Willie Keeler, con quattro gare in cui batté cinque valide nella stagione. Tale primato fu in seguito pareggiato anche da Stan Musial, Tony Gwynn e Ichirō Suzuki. Il 10 maggio 1924, Cobb fu onorato in una cerimonia prima di una partita a Washington da più di 100 dignitari e legislatori. Gli furono donati 21 libri, uno per ogni anno di carriera professionistica.
Alla fine del 1925, Cobb era ancora impegnato in una lotta per il titolo di miglior battitore, questa volta con uno dei suoi compagni di squadra e giocatori, Harry Heilmann. In una doppia sfida contro i St. Louis Browns il 4 ottobre 1925, Heilmann batté sei valide portando i Tigers a vincere entrambe le gare e battendo il proprio manager per il titolo, 0,393 a 0,389. Cobb e il giocatore/manager dei Browns George Sisler lanciarono entrambi nell'ultimo inning della seconda gara. Cobb lanciò un inning perfetto, senza subire valide o concedere basi su ball.

### Passaggio a Philadelphia
Cobb annunciò il proprio ritiro dopo 22 anni di carriera come Tiger nel novembre 1926, tornando stabilmente nella sua casa ad Augusta, in Georgia. Poco dopo, anche Tris Speaker si ritirò da giocatore-manager dei Cleveland Indians. Il ritiro contemporaneo di due grandi giocatori attirò una certa dose di interesse, dopo di che affiorò che i due erano stati costretti al ritiro a causa delle accuse di avere aggiustato delle partite da parte di Dutch Leonard, un ex lanciatore allenato da Cobb.

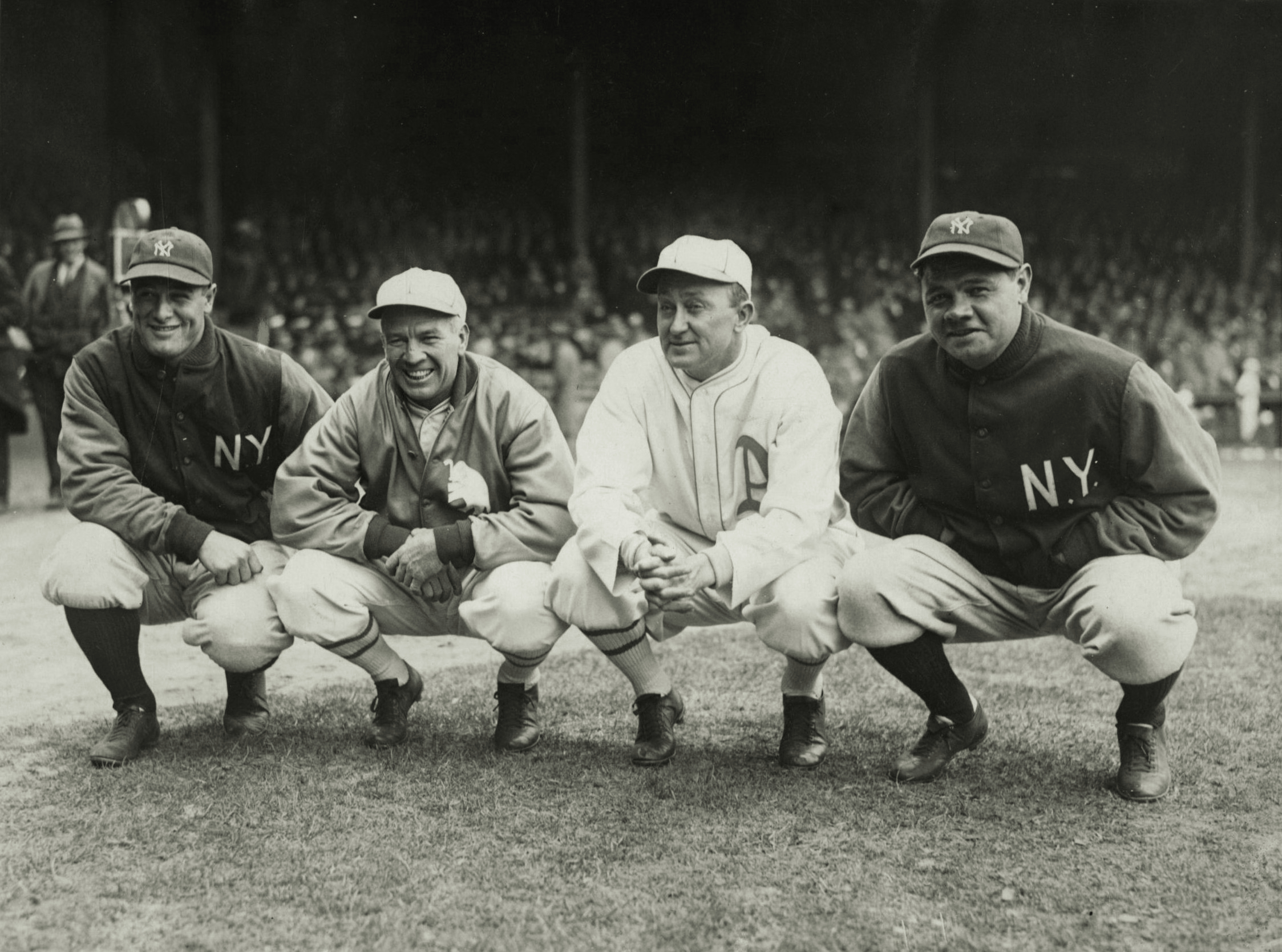
Lou Gehrig, Tris Speaker, Cobb e Babe Ruth, 1928

Leonard accusò l'ex esterno e lanciatore Smoky Joe Wood e Cobb di avere scommesso su una gara Tigers-Indians disputata a Detroit il 25 settembre 1919, nella quale sarebbe stata orchestrata una vittoria dei Tigers per vincere una scommessa. Leonard affermò di possedere delle prove, nello specifico lettere scrittegli da Cobb e Wood. Il Commissioner Kenesaw Mountain Landis tenne un incontro segreto con Cobb, Speaker e Wood. Un secondo incontro segreto tra i direttori della AL directors portò all'allontanamento di Cobb e Speaker; tuttavia, le voci dello scandalo si diffusero e costrinsero Landis a tenere degli altri interrogatori, a cui Leonard rifiutò di partecipare. Cobb e Wood ammisero di avere scritto delle lettere ma dissero si trattasse di corse di cavalli e che le accuse di Leonard fossero per vendicarsi di Cobb che l'aveva svincolato dai Tigers, retrocedendolo nelle minor league. Speaker negò tutte le accuse.
Il 27 gennaio 1927, Landis fece cadere tutte le accuse su Cobb e Speaker dopo il rifiuto di Leonard di comparire agli incontri. Landis concesse sia a Cobb che a Speaker di fare ritorno alle loro squadre precedenti, ma entrambe fecero sapere ai due giocatori di potersi considerare free agent e di potere firmare con qualsiasi squadra volessero. Speaker firmò coi Washington Senators per il 1927 mentre Cobb con i Philadelphia Athletics. Speaker poi si unì a Cobb a Philadelphia per la stagione 1928. Cobb disse di essere tornato solo per vendicarsi e per lasciare il baseball alle sue condizioni.
Cobb giocò regolarmente nel 1927 per una squadra giovane e talentuosa che finì seconda dietro a una delle migliori squadre di tutti i tempi, gli Yankees che terminarono con un record di 110-44, facendo ritorno a Detroit l'11 maggio dove fu acclamato dai tifosi dei Tigers. Il 18 luglio, Cobb divenne il primo giocatore della storia a battere 4 000 valide in carriera.
Quella del 1927 fu anche l'ultima stagione del lanciatore dei Senators Walter Johnson. Con le rispettive carriere che quasi coincisero nelle annate professionistiche, Cobb affrontò Johnson più di qualsiasi altro battitore abbia affrontato un lanciatore (e viceversa) nella storia del baseball. Cobb batté anche la sua prima valida in assoluto concessa da Johnson. Dopo che Johnson colpì accidentalmente Ossie Vitt di Detroit nell'agosto 1915, infortunandolo seriamente, Cobb capì che Johnson temeva di colpire i lanciatori avversari. Sfruttò perciò tale fatto a suo vantaggio, avvicinandosi maggiormente al piatto di battuta.
Cobb fece ritorno per la stagione 1928, ma giocò meno frequentemente a causa della sua età e all'esplosione di alcuni giovani talenti degli A's, che stavano ancora contendendo il pennant agli Yankees. Il 3 settembre Ty Cobb entrò come pinch hitter nel nono inning nella prima gara di un doppio incontro coi Senators, battendo un doppio che fu l'ultima valida della sua carriera. L'ultimo turno in battuta fu l'11 settembre contro gli Yankees. Poco dopo annunciò il proprio ritiro, dopo avere battuto con almeno 0,300 in 23 stagioni consecutive (l'unica sotto 0,300 fu la sua stagione da rookie), un record MLB difficilmente superabile.

## Record MLB
- 0,367 di media battuta in carriera[49]. Ha avuto una media superiore a 0,300 per 23 stagioni consecutive[50]
- Per tre volte ha chiuso la stagione con una media superiore ai 0,400 (solo 20 giocatori in tutta la storia della MLB sono riusciti a chiudere una stagione con almeno 0,400 di media battuta[51]), con un picco massimo di 0,420 nel 1911[50].
- 892 basi rubate, 4º di tutti i tempi[52], di cui 54 volte la casa base, record assoluto MLB[53].
- 4 189 valide battute in carriera, 2º di tutti i tempi[54].
- 1 938 punti battuti a casa (RBI), 7º di tutti i tempi[55].
- 2 246 punti segnati, 2º di tutti i tempi[56].

## Palmarès
- MVP dell'American League: 1

1911
- Tripla corona: 1

1909
- Miglior battitore dell'American League: 12

1907–1915, 1917–1919
- Leader dell'American League in fuoricampo: 1

1909
- Leader dell'American League in punti battuti a casa: 4

1907–1909, 1911
- Leader dell'American League in basi rubate: 6

1907, 1909, 1911, 1915–1917
- Club delle 3000 valide
- Nome onorato dai Detroit Tigers
- Formazione del secolo della MLB

## Riferimenti nella cultura di massa
- Nel 1994 è stato prodotto un film biografico, intitolato Cobb, con protagonista Tommy Lee Jones.[57]
- La vita di Ty Cobb è anche raccontata in Ty Cobb, il più forte battitore del mondo: si tratta dei primi due episodi del fumetto Vite bizzarre di gente eccentrica, di Hirohiko Araki, edito in Italia dalla Star Comics nel 2005.